# Wyliea
Wyliea is een vliegengeslacht uit de familie van de roofvliegen (Asilidae).

## Soorten
- W. chrysauges (Osten-Sacken, 1887)
- W. mydas (Brauer, 1885)